# Saint-Denis-du-Pin
Saint-Denis-du-Pin är en kommun i departementet Charente-Maritime i regionen Nouvelle-Aquitaine i västra Frankrike. Kommunen ligger  i kantonen Saint-Jean-d'Angély som ligger i arrondissementet Saint-Jean-d'Angély. År 2018 hade Saint-Denis-du-Pin 732 invånare.

## Befolkningsutveckling
Antalet invånare i kommunen Saint-Denis-du-Pin
Referens:INSEE